# 施惠芳
施惠芳（1969年7月—），中華人民共和國政治人物，籍貫浙江余姚。中央党校研究生学历，曾任绍兴市市长，现任绍兴市委书记。

## 生平
曾任宁波市海曙区常务副区长，中共海曙区委副书记，宁波日报报业集团党委副书记、宁波日报社副社长，慈溪市市长，中共宁波市委副秘书长，中共宁波市委常委、市委秘书长等職務。
2021年12月任绍兴市代市长，2022年4月任市长。
2024年7月，任中共绍兴市委书记。